# ツツバ語
ツツバ語（ツツバご、Tutuba）はヴァヌアツ共和国ツツバ島の住人が日常語として用いている言語である。語族はオーストロネシア語族で、記述のための文字は持たない。めずらしい子音である舌唇音をもつことで知られる。

## 音韻

### 音節構造
ツツバ語におけるもっとも基本的な音節はCVである。存在しうる音節は、V, CV, CVC, VC, CCV, Cがある。CVCの尾子音には/r, l, v, n, m, ŋ/がある。VCの尾子音には/r, l, v, n/がある。CCVの子音連続には/nn, nm, nt, vr, vs, rv, ls/がある。Cには音声主音的な子音として、聞こえ度の高い/l/「あそこ（leŋの異形態）」と/ŋ/「欲する」がある。

### 母音
5つの母音音素があり、/i, e, a, o, u/である。
|          | 前舌母音  | 中舌母音 | 後舌母音  |
| -------- | --------- | -------- | --------- |
| 狭母音   | i [i~ɪ~j] |          | u [u~ʊ~w] |
| 中央母音 | e [e~ɛ]   |          | o [o~ɒ]   |
| 広母音   | a [a]     |          |           |

母音は環境によって次のように実現される。
- 非円唇前舌狭母音/i/は、鼻音または前鼻音化音の前で[ɪ]、母音の前で[j]、それ以外の環境または前記の環境でアクセントがおかれた場合[i]で実現される。
- 非円唇前舌中央母音/e/は、鼻音または前鼻音化音の前で[ɛ]、それ以外の環境または前記の環境でアクセントがおかれた場合[e]で実現される。
- 非円唇前舌広母音/a/は、常に[a]で実現する。
- 円唇後舌狭母音/u/は、鼻音または前鼻音化音の前で[ʊ]、母音の前で[w]、それ以外の環境または前記の環境でアクセントがおかれた場合[u]で実現される。
- 円唇後舌中央母音/o/は、鼻音または前鼻音化音の前で[ɒ]、それ以外の環境または前記の環境でアクセントがおかれた場合[o]で実現される。ただし、鼻音または前鼻音化音の前でも[o]で実現されることもある。

### 子音
ツツバ語には以下の表に示す15の子音が存在する。このうち、舌先と上唇で調音される舌唇音（Linguolabials、またはapicolabials）は、世界の10あまりの言語でのみ存在が確認されている希少音である。
|          | 両唇音 | 舌唇音 | 唇歯音      | 歯茎音           | 軟口蓋音 | 声門音  |
| -------- | ------ | ------ | ----------- | ---------------- | -------- | ------- |
| 破裂音   | b [ᵐb] | b̼ [ᵐb̼] |             | t [t̪~tʰ], d [ⁿd] | k [k~kʰ] |         |
| 鼻音     | m [m]  | m̼ [m̼]  |             | n [n~ɲ]          | ŋ [ŋ]    |         |
| 摩擦音   |        | v̼ [β◌̼] | v [β~ɸ~f~v] | s [s~ʃ]          |          | h [h~x] |
| ふるえ音 |        |        |             | r [r~ɾ]          |          |         |
| 側面音   |        |        |             | l [l]            |          |         |

子音は環境によって次のように実現される。
- 無声破裂音/t, k/は、語頭では有気音であるがそれ以外の位置では有気音または無気音で実現される。
- 有声閉鎖音/b, b̼, d/は前鼻音化され[ᵐb, ᵐb̼, ⁿd]で実現される。
- 歯茎鼻音/n/は、iの前で[ɲ]、それ以外の環境で[n]で実現される。
- 軟口蓋鼻音/ŋ/は、語基先頭に現れる頻度が極めて低く、ŋara「泣く」とŋ「欲する」がある。
- 有声唇歯摩擦音/v/は、[β~ɸ~f]で発音されることがある。これらは自由異音の関係である。
- 無声歯茎摩擦音/s/は、iの前で[ʃ]、それ以外の環境で[s]で実現される。
- 無声声門摩擦音/h/は、aの前で[h]または[x]、それ以外の環境では[h]で発音される。また、普通名詞において母音の前では脱落することがある。ほかの音素に比べると語基先頭、語基中いずれにおいても出現頻度が低い。
- 歯茎ふるえ音/r/は、[r]で実現されることが多いが、[ɾ]で実現されることもある。

### ツツバ語の舌唇音[1]
舌唇音は、世界の言語でも希少な音である。ブラジルの二言語、タンザニアの一言語の他、ツツバ語の周囲では2011年時点でオーストロネシア語族に属するヴァヌアツの8言語（マヴェア語、Aore, Tangoa, Araki, Vao, Mpotovoro, V'ënen Taut, Nese）で確認されている。これらの言語から、ツツバ語における舌唇音/m̼, b̼, v̼/は、オセアニア祖語の非円唇母音*i, *e, *aの前の唇音*m, *b, *pの反映形であり、唇音から舌唇音に変化したと考えられている。ツツバ語における舌唇音は、/m̼/が7語、/b̼/が3語、/v̼/が1語と少ないが、b̼eb̼e「蝶」対bebe「紙」のように最小対が存在していること、それが基礎語彙であることからこの対立は重要であると考えられている。一方、ツツバ語の舌唇音は対立する唇音に変化しつつあり、若年層では舌唇音は衰退して唇音に融合しつつあることが判明している。
|        | 再建形      | ツツバ語 |
| ------ | ----------- | -------- |
| 舌     | PNCV *meme- | m̼em̼e-    |
| 叔父   | POc *mata-  | m̼ata-    |
| 目     | POc *mata-  | m̼ata     |
| 死ぬ   | POc *mate   | m̼ate     |
| 魚、鳥 | PNCV *masi  | m̼asi     |
| 笑う   | PNCV *mana  | m̼ana     |
| 父     | POc *tama-  | tam̼a-    |
| 蝶     | POc *bebe   | b̼eb̼e     |
| 鮫     | POc *bakewa | b̼aheo    |
| 七     | POc *bitu   | -b̼ito    |
| 四     | POc *pati   | -v̼ati    |

### アクセントとイントネーション
アクセントはストレス型であり、語末が子音の時は最終音節、そうでないときは語末から二音節目に置かれる（語基からではない）。アクセントのおかれる部分は長母音化し、その直前の音節の切れ目でピッチが下がる。
平常文、疑問文、命令文の三通りのイントネーションの型がある。平常文は基本的に平たんであり、文末のみが下降調である。疑問文は文末から数えて三つ目の音節にかけて急激な上昇調イントネーションがあり、その後文末にかけて下降調となる。命令文は高ピッチで始まり文末にかけて急激にイントネーションが下降する。

## 形態論

### 自由語基・拘束語基・接辞と接語
形態素それ自体で独立して語となりうるものを自由語基（soko「母」、maturu「眠る」など）、常に接辞が付加されて現れるものを拘束語基（tam̼a-「父」、b̼atu-「頭」）と呼ぶ。拘束語基は常に所有者代名詞接辞が付加されるか、所有者である名詞句との間に連結辞-nを介して現れる。
接辞も接語も音韻的には付加する語と一つのまとまりを形成し、語との間に休止はおかれない。接辞はアクセントを持たず、特定の品詞に付加して異なる品詞を派生させたり元の語の意味を補う働きをする（ima「家」、ima-na「彼の家」）。接辞が特定の品詞に付加されるのに対し、接語は様々な品詞に付加される。そして、句の中で決まった位置に現れ、主語の人称・数・法・相を示すなど、句や節と機能的な関係を持つ（o=tovo-a「あなたはそれを数える/数えた」）。
本稿では、"-"を形態素境界、"="を接語境界を示すために使用する。

### 語形成
ツツバ語では自由語基のほか、接頭辞・接尾辞の付加、重複、複合によって語が形成される。

#### 接辞
ツツバ語の接辞には、接頭辞、接尾辞がある。

##### 接頭辞
接頭辞は、名詞、動詞、形容詞に付加される。名詞には最大2つまで付加でき、動詞と形容詞には1つしか付加できない。
名詞に付加できる接頭辞には、複数を表す接頭辞、特定のグループの語彙を表す接頭辞の二種類がある。名詞に付加できる接頭辞のうち、複数を表す接頭辞には、自由名詞tamoloi「人」などに付加するra-、拘束名詞である親族名称tasi-「兄弟」に付加するna-の二種類がある。
ra-tamoloi ← tamoloi
PL.-人 ← 人
「人々」 ← 「人」
名詞に付加できる接頭辞のうち、特定のグループの語彙を表す接頭辞には、女性を表すve-、木を表すvi-、葉を表すro-、出身や居住を表すta-、数を表すe-, ŋavul-, vaa-, va-、場所を表すa-の六種類がある。
ve-natu-ku ← natu-ku
FEM-子供-1SG.POSS ← 子供-1SG.POSS
「私の女児」 ← 「私の男児」
動詞に付加できる接頭辞のうち、他動詞に付加することで自動詞を派生する、ma-及びta-がある。
ma-dun                            ← dun
「沈む、沈んでいる」 ← 「沈める」
形容詞に付加できる接頭辞には、形容詞に付加することでものやひとを表す名詞を派生させるno-がある。
no-lavoa                           ← lavoa
「大きいもの、ひと」 ← 「大きい」

##### 接尾辞
接尾辞は、動詞、名詞、形容詞、前置詞に付加される。動詞には最大2つまで付加でき、それ以外の品詞には1つしか付加できない。
名詞に付加できる接尾辞には、所有者を表す-na、分配数を表す-i、既出であることを表す-i/-de、動詞を派生させる-haの四種類がある。動詞に付加できる接尾辞には、自動詞から他動詞を派生する-i/ti、名詞を派生する-a/eが存在する。
bua-ha                        ←                               bua
「深める、広める」←            「深い状態である、広い状態である」
alo-i                              ←         alo       　
「～を照らす」        ←      「照る」

##### 重複
重複は動詞、名詞、形容詞、副詞に生じる。ツツバ語における重複には、語基そのものが重複形で省略形を持たないものと、重複によって派生元からの意味や機能の変化が観察されるものが存在する。他動詞の重複により自動詞が派生するものなどがある。
lamo~lamo「無数の蠅」     ←   lamo「蠅」
sar~sar「狩りをする」         ←   sar「矢で射る」

##### 複合
複合には、二つ以上の自由語基が結合する場合と、自由語基と拘束語基が結合する場合がある。複合により派生した語基は次の四つの特徴を満たす：①アクセントが語末から二音節目の位置に一つだけおかれる、②構成要素間に休止がおかれない、③構成要素は入れ替わらない、④構成要素を分離することはできない。二つの構成要素からなるものは、名詞同士の複合、名詞と動詞による複合、名詞と形容詞の複合、動詞同士の複合があり、三つの構成要素からなるものは名詞と前置詞と名詞の複合からなるものがある。
| 品詞               | 複合語         | 構成要素     | 意味           |
| ------------------ | -------------- | ------------ | -------------- |
| 名詞＋名詞         | bero=butu      | 耳＋盲目     | 耳の不自由な人 |
| 名詞＋動詞         | karu=mavu      | 耕す＋大地   | 開墾           |
| 名詞＋形容詞       | bisu=lavoa     | 指＋大きい   | 親指           |
| 動詞＋動詞         | sor=dor        | 見る＋知る   | 見知る         |
| 名詞＋前置詞＋名詞 | bobore na sora | 跡＋～の＋傷 | 傷跡           |

## 統語論
基本語順はSVO型で主格対格型の言語である。他動詞の頬後は焦点化を受けて、OSVの語順が現れうる。修飾構造は、名詞-形容詞、所有物-所有者、名詞-関係節といったように、「主要部-従属部」という形をとる。述語には、名詞、動詞、形容詞、副詞が現れうる。

## 品詞論
内藤（2011）では、ツツバ語に名詞、動詞、形容詞、副詞、前置詞、接続詞、冠詞、間投詞、小詞の9つの品詞を認めている。この分類には形態的な特徴ではなく、意味的、統語的特徴から分類される。

### 名詞
名詞は項や前置詞の補語になることができ、単独で述語にもなることができる。単数・複数の形態的違いがあるか、前方照応の接尾辞を伴うことができるかに加えて他の要素と共起しうるかなどの特徴から、普通名詞、固有名詞、数詞、数量詞、代名詞類に下位分類できる。

#### 数詞
ツツバ語の数詞は10進法で、1~7,9を表す語基に接頭辞e-が付加して基数が表される。基数に接頭辞ŋavul-「10倍」が付加すると、10, 20,..90までの数が表される。接頭辞vaa-「100倍」が1~9の語基に付加すると100, 200...900までの数が表される。基数に所有代名詞接辞の三人称単数-naが付加すると、「～番目」という序数が派生できる。1-7,9番目のまでの数において語基の一番目の音節が重複し、基数の接頭辞-e、分配数の接尾辞-iが付加すると「～つずつ」という分配数が派生できる。8の分配数はe-が付加されず、語基の第一音節が重複した形に語基末のuを脱落させ-iを付加させて派生する。下記にツツバ語の数詞の一覧を示す。空欄は存在が確認できなかったものである。
|     | 語基      | 基数（e-）          | 序数（-na）            | 倍数（va-） | 分配数（e-RED-語基-i） | オセアニア祖語              |
| --- | --------- | ------------------- | ---------------------- | ----------- | ---------------------- | --------------------------- |
| 1   | (tea)     | e-tea               | e-tea-na               | va-tea      | e-te-tea-i             | *ta-sa, *sa-kai, *tai, *kai |
| 2   | (rua)     | e-rua               | e-rua-na               | va-rua      | e-ru-rua-i             | *rua                        |
| 3   | (tol)     | e-tol               | e-tol-na               | va-tol      | e-to-tol-i             | *tolu                       |
| 4   | (v̼ati)    | e-v̼ati              | e-v̼ati-na              | va-v̼ati     | e-v̼a-v̼ati-i            | *pati, *pat                 |
| 5   | (lima)    | e-lima              | e-lima-na              | va-lima     | e-li-lima-i            | *lima                       |
| 6   | (ono)     | e-ono               | e-ono-na               | va-ono      | e-o-ono-i              | *onom                       |
| 7   | (b̼itu)    | e-b̼itu              | e-b̼itu-na              | va-b̼itu     | e-b̼i-b̼itu-i            | *pitu                       |
| 8   | (oalu)    | oalu                | oalu-na                | va-oalu     | o-oal-i                | *walu                       |
| 9   | (sua)     | e-sua               | e-sua-na               | va-sua      | e-su-sua-i             | *siwa                       |
| 10  | (saŋavul) | saŋavul             | saŋavul-na             | va-saŋavul  | saŋavul-i              | *sa[-ŋa]-puluq              |
| 11  | -         | saŋavul doman e-tea | saŋavul doman e-tea-na | -           |                        |                             |
| 20  | -         | ŋavul-e-rua         | ŋavul-e-rua-na         | -           | ŋavul-e-rua-i          |                             |
| 100 | -         | ŋalsaŋavul          | ŋalsaŋavul-na          | -           |                        |                             |

#### 代名詞
ツツバ語の代名詞は人称、数を区別する。人称は一人称、二人称、三人称が区別され、さらに一人称の複数以上はは包括形と排他形に区別できる。数は単数と複数、双数と三数を区別する。主格補語を示す独立主語代名詞と単独で現れることができるが、主語代名詞は動詞に先行し単数と複数を区別する。対格補語を示す補語代名詞は、単数と三人称複数以外は独立主語代名詞と同形である。
|        |        | 単数    | 複数  | 双数         | 三数     |
| ------ | ------ | ------- | ----- | ------------ | -------- |
| 一人称 | 包括形 | nao/=ao | ida   | dao          | ida-tol  |
| 一人称 | 排他形 | nao/=ao | kamam | kame-rua     | kame-tol |
| 二人称 | 二人称 | nno/=o  | kamiu | kamiruo      | kami-tol |
| 三人称 | 三人称 | nna/=a  | nira  | ra-rua(raoa) | ra-tol   |

|        |                          | 既然法 | 既然法 | 未然法 | 未然法 | 命令法 | 命令法 |
| 単数   | 複数（双数、三数も含む） | 単数   | 複数   | 単数   | 複数   |        |        |
| ------ | ------------------------ | ------ | ------ | ------ | ------ | ------ | ------ |
| 一人称 | 包括形                   | nno=   | do=    | ka=    | da=    | -      | -      |
| 一人称 | 排他形                   | nno=   | ko=    | ka=    | ka=    | -      | -      |
| 二人称 | 二人称                   | o=     | mo=    | o=/e=  | me=    | e=     | me=    |
| 三人称 | 三人称                   | mV=    | ro=    | a=     | ra=    | -      | -      |

#### 所有代名詞
所有代名詞接辞は、名詞句の主要部に直接付加するなどする接辞である。
|        |        | 単数 | 複数（双数と三数も含む） |
| ------ | ------ | ---- | ------------------------ |
| 一人称 | 包括形 | -ku  | -da                      |
| 一人称 | 排他形 | -ku  | -mam                     |
| 二人称 | 二人称 | -m   | -miu                     |
| 三人称 | 三人称 | -na  | -ra                      |

#### 指示代名詞
指示代名詞は、日本語の「ここ、そこ、あそこ」に似て、話し手に近い（近称）、聞き手に近い（中称）、両者から遠い（遠称）という三つの区分を持つ。また、tisan「上の方」、tisin「下の方」、tivan「横の方」にあたる方向を表す指示代名詞がある。指示代名詞の近称nedeは異形態nenがあり、名詞句の主要部を修飾する。さらに、nedeには異形態ne、nがありこれらは関係節を導く補語標識になるが前置詞として働く機能はない。指示代名詞の遠称leŋには異形態le、lがあり、これらは修飾対象が聞き手と話し手から離れているときに用いられる。
|                | 近称               | 中称   | 遠称              |
| -------------- | ------------------ | ------ | ----------------- |
| 語基           | nede               | nei    | leŋ               |
| 指定           | nede/nen/ne/n      | nei    | leŋ/le/l          |
| 物             | me-nede/me-n       | me-nei | me-leŋ/me-le/me-l |
| 場所（具体的） | ha-nede/ha-ne/ha-n | ha-nei | ha-leŋ/ha-le/ha-l |
| 場所（抽象的） | ne-nede/ne-ne/ne-n | ne-nei | ne-natu/ne-na     |

### 動詞
ツツバ語の動詞は活用せず、動詞には常に主語の人称・数・法を示す主語代名詞が先行する。法には既然法、未然法、命令法の三種が区別され、既然法は現在・過去、未然法は未来を示す。相は進行相、反復相があり、小詞であらわされる。自動詞は独立した主語が取れない非人称動詞と、独立した主語が取れる人称動詞に分かれる。人称動詞はさらに動作主の意思による動作を表す非能格動詞と動作主の意思が反映されない行為を表す非対格動詞がある。
nno=an toa
1SG.既然法＝食べる 鶏
「私は鶏を食べた」

### 形容詞
ツツバ語の形容詞にはほかの品詞と区別できる形態的な特徴はなく、動詞のように述語になる機能を持つ（sara「明るい」など名詞を修飾することができないものは動詞に分類される）。形容詞は述語になり、名詞を修飾する機能がある。ツツバ語の形容詞は重複・接尾辞の付加により語基を拡張できる（alu「熱い/暑い」→alualu「とても熱い/とても暑い」など）。
vitu lavoa
月　大きい
「大きな月」
ma=annan lavoa
3SG.既然法＝食べる 大きい
「彼はかなりの量を食べた」

### 副詞
ツツバ語の副詞には、文の最初か最後に現れて文全体を修飾し制限するものと、動詞補語の直前または直後に現れて動詞の様態や程度を修飾するものの二種類がある。前者の例としてae「多分～だろう」、後者の例としてto「素早く」がある。
ma=an to nna
3SG.既然法＝食べる 素早く 3SG
「かれはあっという間にそれを平らげた」

### 前置詞
前置詞は名詞に先行し、代名詞の主格または対格を支配する。前置詞には7種類が存在する。対格を支配するものは四種類あり、tel/tel-ei「～に、～へ」、lave「～に、～へ」、tiu「～から」、sur/sur-i「～なので、～のために、～について」が該当する。主格を支配するものおは三種類あり、matan「～なので、～のために、～について」、na「～で、～から、～に」、tuan「～と一緒に」が該当する。
nno=reti tel-ei=a
1SG.既然法=言う 前置詞-対格補語=3SG.対格補語
「私は彼に話しかけた」

### 接続詞
ツツバ語の接続詞には、文と文を接続するro「そして、それゆえ」や名詞句と名詞句を接続するme「そして」などがある。それぞれについて、添加・順接や反意の意味をもつ接続詞が存在する。一方で二つ以上の節が接続詞を介さず並列される場合もあり、節と節との関係が添加・順接であるか反意であるかを文脈から判断する。
ro ae ka=taur-i=o
接続詞 するつもり 1SG.=つかむ-対格補語=2SG.対格補語
「そしたら私はあなたをつかむだろう」

### 冠詞
ツツバ語には定を表すnaと不定を表すteという二つの冠詞が存在する。冠詞は名詞に先行し、名詞句の始まりの要素となる。

### 間投詞
間投詞はほかの分の要素とは文法的な関係を持たず、話し手の感情や聞き手への反応、呼びかけを表す。io「はい」や不快感を表すaei「おい」、oo「ごめん」などがそれに該当する。

### 小詞
ツツバ語には、動詞の主語代名詞と語基の間に生起し、進行相または反復相、未完了相を示す小詞（lo=, le=, telo=）などが存在する。このほかte=「（否定）」、ria=「（義務）」などがある。ツツバ語の非対格動詞はその意味によって、進行相・反復相と共起できるかが語彙的に決まっている。
nno=te=boi mako
1SG.既然法=否定=好む マンゴー
「私はマンゴーが好きではない」